# غرور
غرور یا افتخار (به انگلیسی: pride) یک هیجان ثانویه انسانی است که با احساس رضایت از هویت، عملکرد یا دستاوردهای فرد مشخص می‌شود. این واژه می‌تواند بار معنایی مثبت و منفی داشته باشد.   اغلب به عنوان نقطه مقابل شرم یا تواضع در نظر گرفته می‌شود و بسته به زمینه، ممکن است به عنوان فضیلت یا رذیلت دیده شود. غرور می‌تواند به احساس رضایت ناشی از انتخاب‌ها و اقدامات خود یا دیگران، یا تعلق به یک گروه از مردم اشاره داشته باشد. به طور معمول، غرور از ستایش، خویشتن‌اندیشی مستقل و/یا احساس تحقق‌یافته تعلق ناشی می‌شود.
واژه غرور ممکن است به هویت گروهی نیز اشاره داشته باشد. نمودهای آن شامل غرور نژادی فرد است. مشهورترین نمونه آن غرور سیاه‌پوستان است که در طول جنبش حقوق مدنی آمریکا تاریخی شکل گرفت. سپس به جنبش‌های استقلال مرتبط شد—غرور فمینیستی، که ریشه در جنبش حقوق زنان و مبارزات برابری جنسیتی و هویت جنسی دارد (به عنوان مثال، غرور همجنس‌گرایان یا غرور LGBT، که پس از ناآرامی‌های استون‌وال بیشتر دیده شد). در این زمینه، نمایش غرور در گروه‌های اقلیت در مخالفت با تلاش دیگران برای القای حس شرم به آن‌ها است.
همچنین غروری وجود دارد که می‌تواند با هویت ملی (میهن‌پرستی), هویت منطقه‌ای، یا سایر وابستگی‌ها همراه باشد (به عنوان مثال، افتخار به بودن فارغ‌التحصیل دانشگاه). در این زمینه، غرور بیشتر معنای واقعی دارد.
غرور ممکن است به جسارت بی‌پروا یا حس فاسد و غیرمنطقی از ارزش شخصی، مقام اجتماعی یا دستاوردهای فرد اشاره داشته باشد و در این معنا، غرور می‌تواند به طور هم‌معنا با تکبر یا خودستایی استفاده شود. در این معنا، تفسیر کلاسیک دینی آن به عنوان یکی از هفت گناه کبیره است.
در حالی که برخی فلاسفه مانند ارسطو (و جورج برنارد شاو) غرور (اما نه hubris) را فضیلتی عمیق می‌دانند، برخی ادیان جهان غرور را شکلی از گناه می‌دانند، همان‌طور که در کتاب امثال Proverbs 11:2 از کتاب مقدس عبری ذکر شده است. در یهودیت، غرور ریشه تمام شرارت‌ها خوانده می‌شود. در کاتولیسیسم، به عنوان یکی از هفت گناه کبیره در نظر گرفته می‌شود. وقتی به عنوان فضیلت دیده شود، غرور در توانایی‌های فرد به عنوان غرور فضیلت‌آمیز، بزرگی روح یا سخاوت بزرگ شناخته می‌شود، اما وقتی به عنوان رذیلت دیده شود، اغلب به خودپرستی، تحقیر سادیستی یا خودستایی معروف است.

## در اسلام
گرچه واژه «غرور» ریشه‌ای عربی دارد، اما معنای رایج آن در زبان فارسی، چه در میان مردم و چه در منابع فارسی، کاملاً با معنای عربی و دینی متفاوت است و هیچ ارتباطی با آن ندارد. در زبان عربی و آموزه‌های دینی اسلام و قرآن، غرور به معنای «اعتماد و اتکای نفس بر آنچه مطابق هوی و هوس است و گرایش طبع انسان به آن به دلیل فریب و وسوسه شیطان» است.
در زبان فارسی اما «غرور» به معنای «افتخار و رضایت درونی از عملکرد و دستاورد خو‌یش» است و معادل واژه انگلیسی pride به شمار می‌رود؛ واژه‌ای که همانند زبان انگلیسی بسته به زمینه می‌تواند بار معنایی مثبت، خنثی یا منفی داشته باشد.